# Spudger
 (juin 2017).
Si vous disposez d'ouvrages ou d'articles de référence ou si vous connaissez des sites web de qualité traitant du thème abordé ici, merci de compléter l'article en donnant les références utiles à sa vérifiabilité et en les liant à la section « Notes et références ».

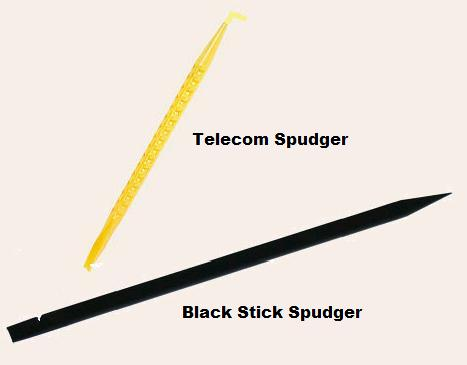

Un spudger est un outil utilisé dans l'électronique pour placer des fils ou des composants. Diverses formes existent selon l'usage qu'on veut en faire, le plus commun est une simple pointe. Il existe des spudgers avec la pointe plate, voire élargie en spatule. Sur le corps de l'outil peuvent se trouver des formes d'encoche pour manipuler les fils.
Les spudgers sont vendus dans les kits de réparation de téléphone portable.
On l'utilise comme levier pour soulever les écrans de téléphone ou décoller les composants électroniques, comme pointe pour positionner les composants, pour plaquer des fils, pour brancher des nappes électroniques, etc.

## Composition

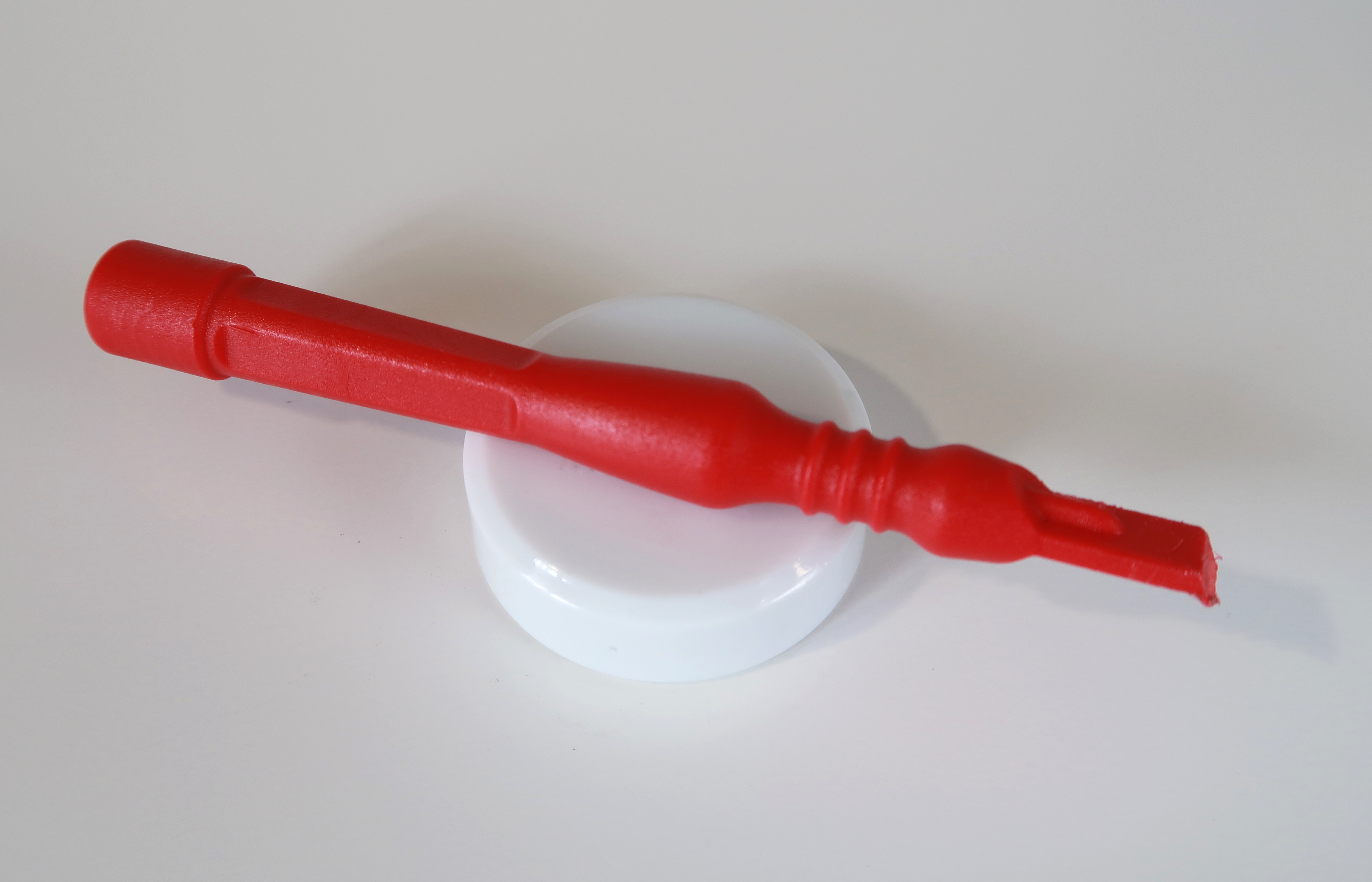
Spudger en plastique.

Généralement en métal, il existe des spudgers en nylon ou en fibre de carbone. En effet un spudger trop élastique peut plier ou faire ressort lorsqu'on soulève un écran ou un composant,.

## Appellation
Nom d'origine anglaise, le mot spudger n'a pas de traduction en français.